# لارياوات
لارياويات (الاسم العلمي: Larreoideae) هي أسرة نباتية تتبع فصيلة القديسية من رتبة القديسيات.

## أجناس
- اللاريا (الاسم العلمي: Larrea) وتضم خمسة أنواع واحدة منها تسمى أيضاً بحشيشة الشحم
- الجياك (الاسم العلمي: Guaiacum) ويضم تسعة أنواع واحدة منها الجياك المخزني
- البالنيزية (الاسم العلمي: Bulnesia) وتضم الأنواع التي تسمى أيضاً بخشب فيرا
- (الاسم العلمي: Pintoa)
- (الاسم العلمي: Porlieria)
- (الاسم العلمي: Plectrocarpa)